# Pedicularis floribunda
Pedicularis floribunda är en snyltrotsväxtart som beskrevs av Adrien René Franchet. Pedicularis floribunda ingår i släktet spiror, och familjen snyltrotsväxter. Inga underarter finns listade i Catalogue of Life.